# Đại học Quốc gia Thành phố Hồ Chí Minh
Đại học Quốc gia Thành phố Hồ Chí Minh (tiếng Anh: Vietnam National University, Ho Chi Minh City, viết tắt là VNUHCM), mã đại học QS, là một trong hai hệ thống đại học quốc gia của Việt Nam bên cạnh Đại học Quốc gia Hà Nội, có trụ sở tại Thành phố Hồ Chí Minh, được đánh giá là một trong 900 đại học, trường đại học tốt nhất thế giới của Việt Nam.
Đại học Quốc gia Thành phố Hồ Chí Minh chịu sự chỉ đạo trực tiếp từ Thủ tướng Chính phủ, bao gồm các chương trình giáo dục đại học, sau đại học, nghiên cứu và ứng dụng khoa học - công nghệ, đa ngành có chất lượng cao và giữ vai trò quan trọng trong hệ thống giáo dục đại học ở Việt Nam.

## Lịch sử
Ngày 27 tháng 10 năm 1976, Trường Đại học Văn khoa Sài Gòn và Trường Đại học Khoa học Sài Gòn sáp nhập thành Trường Đại học Tổng hợp Thành phố Hồ Chí Minh theo Quyết định số 426/TTg của Thủ tướng.
Đại học Quốc gia Thành phố Hồ Chí Minh ban đầu được thành lập vào ngày 27 tháng 1 năm 1995 theo Nghị định 16/CP của Chính phủ trên cơ sở sắp xếp 9 trường đại học (Trường Đại học Tổng hợp, Trường Đại học Sư phạm Kỹ thuật Thủ Đức, Trường Đại học Bách khoa, Trường Đại học Nông Lâm, Trường Đại học Kinh tế, Trường Đại học Tài chính Kế toán, Trường Đại học Sư phạm, Trường Đại học Kiến Trúc, Phân hiệu Đại học Luật Thành phố Hồ Chí Minh) lại thành 10 trường đại học thành viên và chính thức ra mắt vào ngày 6 tháng 2 năm 1996.
Quy hoạch của Đại học Quốc gia TP. Hồ Chí Minh được phát triển trên nền tảng của quy hoạch Làng Đại học Thủ Đức do kiến trúc sư Ngô Viết Thụ thiết kế và xây dựng từ thập niên 1960, trong đó bao gồm việc xây dựng một số hệ thống đường sá và hạ tầng cho khu đại học đường và khu biệt thự cho các giáo sư, tổng thể các công trình của Trường Đại học Nông Lâm Súc xây xong vào khoảng 1974 (nay là Trường Đại học Nông Lâm TP. Hồ Chí Minh), Đại học Khoa học và một số biệt thự trong khu ở cho giáo sư.
Năm 1996, Trường Đại học Khoa học Tự nhiên và Trường Đại học Khoa học Xã hội và Nhân văn được tách ra từ Trường Đại học Tổng hợp Thành phố Hồ Chí Minh theo Quyết định số 1236/GDĐT của Bộ Giáo dục và Đào tạo ngày 30 tháng 3 năm 1996.
Ngày 12 tháng 2 năm 2001, Thủ tướng Phan Văn Khải ra Quyết định số 15/2001/QĐ-TTg về việc tổ chức lại hai đại học quốc gia tại Hà Nội và Thành phố Hồ Chí Minh.Theo đó, Đại học Quốc gia Thành phố Hồ Chí Minh (cũng như Đại học Quốc gia Hà Nội) có quy chế tổ chức và hoạt động riêng dưới sự quản lý trực tiếp của Thủ tướng Chính phủ, là trung tâm đào tạo đại học, sau đại học và nghiên cứu khoa học – công nghệ đa ngành, đa lĩnh vực, chất lượng cao, đạt trình độ tiên tiến, làm nồng cốt cho hệ thống giáo dục đại học, đáp ứng nhu cầu phát triển kinh tế – xã hội. Cũng theo quyết định này, một số trường thành viên trước đây của Đại học Quốc gia Thành phố Hồ Chí Minh tách ra độc lập và chỉ trực thuộc Bộ Giáo dục và Đào tạo.
Giữa tháng 3 năm 2016, Văn phòng Chính phủ công bố quyết định của Thủ tướng về chuyển đổi cơ quan chủ quản của 2 trường đại học. Theo quyết định, Trường Đại học Việt – Đức sẽ được bàn giao về cho Đại học Quốc gia Thành phố Hồ Chí Minh. Theo đó, trong vòng 60 ngày, Bộ Giáo dục và Đào tạo sẽ bàn giao nguyên trạng Trường Đại học Việt – Đức (bao gồm các dự án đầu tư) về cho Đại học Quốc gia. Như vậy, Trường Đại học Việt – Đức có thể sẽ là trường thành viên thứ 7 của Đại học Quốc gia Thành phố Hồ Chí Minh. Tuy nhiên, vào ngày 29 tháng 8 năm 2016, Văn phòng Chính phủ đã công bố kết luận của Thủ tướng về việc không chuyển Trường Đại học Việt – Đức về Đại học Quốc gia Thành phố Hồ Chí Minh. Theo đó, Trường Đại học Việt – Đức tiếp tục trực thuộc Bộ Giáo dục và Đào tạo trong giai đoạn đầu xây dựng trường.
Ngày 8 tháng 12 năm 2016, Thủ tướng có văn bản đồng ý chủ trương chuyển Trường Đại học An Giang từ trường đại học chịu sự quản lý trực tiếp của UBND tỉnh An Giang thành trường đại học thành viên của Đại học Quốc gia Thành phố Hồ Chí Minh, nhưng tới năm 2019 trường mới chính thức được chuyển vào Đại học Quốc gia.
Ngày 3 tháng 6 năm 2024, Phó Thủ tướng Chính phủ Trần Hồng Hà đã ký quyết định thành lập Trường Đại học Khoa học Sức khỏe là trường đại học thành viên của Đại học Quốc gia TP.HCM. Trường Đại học Khoa học Sức khỏe là trường đại học thành viên thứ 8 của Đại học Quốc gia TP.HCM được thành lập trên cơ sở Khoa Y trực thuộc đại học này.
Hiện nay, Đại học Quốc gia Thành phố Hồ Chí Minh có 8 trường đại học thành viên: Trường Đại học Bách khoa, Trường Đại học Khoa học Tự nhiên, Trường Đại học Khoa học Xã hội và Nhân văn, Trường Đại học Quốc tế, Trường Đại học Công nghệ Thông tin, Trường Đại học Kinh tế – Luật, Trường Đại học An Giang, Trường Đại học Khoa học Sức khỏe và Phân hiệu Đại học Quốc gia Thành phố Hồ Chí Minh tại tỉnh Bến Tre.
Ngày 16/3/2024, Ban Giám đốc Đại học Quốc gia Thành phố Hồ Chí Minh phối hợp cùng Ủy ban Nhân dân tỉnh Bến Tre đã công bố đề án thành lập Trường Đại học Tây Nam Bộ trên cơ sở phát triển Phân hiệu Đại học Quốc gia tại tỉnh Bến Tre. Đề án này nêu rõ Phân hiệu Đại học Quốc gia tại tỉnh Bến Tre được định hướng phát triển thành trường Đại học đa ngành, tập trung vào các ngành thế mạnh của khu vực Tây Nam Bộ, cung cấp nguồn nhân lực chất lượng cao cho tỉnh Bến Tre nói riêng và Tây Nam Bộ nói chung. Việc thành lập Trường Đại học Tây Nam Bộ thuộc Đại học Quốc gia Thành phố Hồ Chí Minh trên cơ sở Phân hiệu Đại học Quốc gia tại tỉnh Bến Tre đã được đề cập đến từ năm 2020 và được xác định trong Nghị quyết Đại hội XI Đảng bộ tỉnh này 
Ngày 13/11/2024, theo kế hoạch số 04-KH/BCĐ của Ban Chỉ đạo Trung ương về việc sắp xếp, tinh gọn và tái cơ cấu bộ máy quản lý Trung ương, cùng với Đại học Quốc gia Hà Nội, Thủ tướng Chính phủ đề xuất chuyển giao Đại học Quốc gia Thành phố Hồ Chí Minh về chịu sự quản lý của Bộ Giáo dục và Đào tạo. Theo đó, khi được giao về cho Bộ Giáo dục quản lý, 2 Đại học Quốc gia sẽ sắp xếp, hợp nhất, sáp nhập những đơn vị trùng lặp, kết thúc những đầu mối đơn vị hoạt động không hiệu quả, đồng thời thành lập Tổ Công tác với sự tham vấn, hỗ trợ từ các Bộ/cơ quan ngang bộ để tìm phương án hợp nhất phù hợp dưới sự chỉ đạo của Phó Thủ tướng Chính phủ Trần Hồng Hà 

## Ban Giám đốc ĐHQG TP. Hồ Chí Minh

### Giám đốc
- PGS.TS Vũ Hải Quân, Ủy viên Trung ương Đảng, Thành ủy viên Thành phố Hồ Chí Minh, Bí thư Đảng ủy [23]

### Phó Giám đốc
- PGS.TS Nguyễn Minh Tâm [24]
- GS.TS Nguyễn Thị Thanh Mai [25]
- PGS.TS Trần Cao Vinh [26]

## Quy mô đào tạo và cơ sở vật chất

### Quy mô đào tạo
Đại học Quốc gia Thành phố Hồ Chí Minh là trung tâm đào tạo, nghiên cứu khoa học, công nghệ đa ngành, đa lĩnh vực chất lượng cao, được Nhà nước ưu tiên đầu tư phát triển.
Hiện nay, quy mô đào tạo chính quy (bao gồm các chương trình đại học và sau đại học) của Đại học Quốc gia Thành phố Hồ Chí Minh là hơn 76.000 sinh viên chính quy (trong đó có hơn 8.000 học viên cao học và nghiên cứu sinh) với:
- 165 ngành đào tạo bậc đại học
- 133 ngành đào tạo bậc thạc sĩ
- 94 ngành đào tạo bậc tiến sĩ

Các lĩnh vực đào tạo của Đại học Quốc gia Thành phố Hồ Chí Minh trải rộng trong nhiều ngành, bao gồm: kỹ thuật-công nghệ, Khoa học Giáo dục, khoa học tự nhiên, khoa học xã hội – nhân văn, khoa học kinh tế và khoa học sức khỏe.

### Trụ sở và Quy hoạch
Cơ quan hành chính của Đại học Quốc gia Thành phố Hồ Chí Minh hiện nay được đặt tại Thành phố Hồ Chí Minh – trung tâm văn hóa, thương mại và công nghiệp lớn nhất của Việt Nam. Địa chỉ nhà điều hành chính của Đại học Quốc gia Thành phố Hồ Chí Minh đặt tại phường Linh Xuân, Thành phố Hồ Chí Minh.
Đại học Quốc gia Thành phố Hồ Chí Minh hiện đang xúc tiến xây dựng tại khu quy hoạch Thủ Đức (Thành phố Hồ Chí Minh) – Dĩ An (tỉnh Bình Dương) trên diện tích rộng 643,7 hecta theo mô hình một đô thị đại học hiện đại.

### Ký túc xá
Sở hữu ký túc xá hiện đại nhất Việt Nam và Đông Nam Á, sinh viên theo học tại Đại học Quốc gia Thành phố Hồ Chí Minh có thể đăng ký ở nội trú tại hệ thống Ký túc xá Đại học Quốc gia Thành phố Hồ Chí Minh (có thể đáp ứng hơn 40.000 người) tọa lạc trong Khu đô thị Đại học Quốc gia (còn được gọi là Làng đại học).
Trong đó, sinh viên theo học tại Trường Đại học Bách Khoa có thể đăng ký nội trú tại Ký túc xá Bách Khoa lạc trên Đường Hòa Hảo, quận 10; sinh viên theo học tại Trường Đại học Khoa học Tự nhiên có thể đăng ký nội trú tại ký túc xá trường tọa lạc tại số 135B đường Trần Hưng Đạo, quận 1.

## Nhân sự
ĐHQG TP. Hồ Chí Minh hiện có tổng cộng gần 6.000 giảng viên và nhân viên, trong đó có 3.500 người tham gia giảng dạy với:
- Hơn 400 giáo sư và phó giáo sư;
- 1300 tiến sĩ;
- 2200 thạc sĩ.

## Các đơn vị thành viên

### Trường Đại học Bách khoa
- Đào tạo bậc Kỹ sư các ngành: Khoa học máy tính, Kỹ thuật máy tính, Kỹ thuật hóa học, Cơ khí, Điện – Điện tử, Kỹ thuật xây dựng, Khoa học ứng dụng, Môi trường, Địa chất – Dầu khí, Kỹ thuật giao thông, Công nghệ vật liệu.
- Đào tạo bậc Kiến trúc sư ngành: Kiến trúc dân dụng và Công nghiệp
- Đào tạo bậc Cử nhân ngành: Quản lý công nghiệp.
- Đào tạo hệ Thạc sĩ các ngành: Kỹ thuật khoan khai thác và Công nghệ dầu khí, Công nghệ sinh học, Quản trị kinh doanh, Vật lý kỹ thuật, Địa chất khoáng sản và thăm dò, Địa chất môi trường, Địa kỹ thuật, Bản đồ, viễn thám và hệ thông tin địa lý, Toán ứng dụng, Khoa học máy tính, Cơ học Kỹ thuật, Công nghệ chế tạo máy, Kỹ thuật Chế tạo phôi, Kỹ thuật Hệ thống công nghiệp, Kỹ thuật Ôtô, máy kéo, Thiết bị, mạng và nhà máy điện, Tự động hóa, Kỹ thuật điện tử, Công nghệ hóa học, Quá trình và thiết bị công nghệ hóa học, Công nghệ Nhiệt, Kỹ thuật trắc địa, Công nghệ thực phẩm và đồ uống, Xây dựng công trình dân dụng và công nghiệp, Xây dựng cầu, hầm, Xây dựng đường ôtô và đường thành phố, Xây dựng công trình thủy, Xây dựng công trình biển, Địa Kỹ thuật xây dựng, Vật liệu và công nghệ vật liệu xây dựng, Công nghệ và quản lý xây dựng, Công nghệ vật liệu vô cơ, Công nghệ vật liệu kim loại, Công nghệ vật liệu cao phân tử và tổ hợp, Công nghệ môi trường, Quản lý môi trường, Kỹ thuật máy và thiết bị xây dựng, nâng chuyển.
- Đào tạo hệ Tiến sĩ các ngành: Quản trị kinh doanh, Vật lý Kỹ thuật, Địa chất đệ Tứ, Địa kiến tạo, Bản đồ, Chế biến thực phẩm và đồ uống, Công nghệ chế tạo máy, Công nghệ dệt may, Công nghệ hóa dầu và lọc dầu, Công nghệ hóa học các chất hữu cơ, Công nghệ hóa học các chất vô cơ, Công nghệ tạo hình vật liệu, Công nghệ và thiết bị lạnh, Công nghệ và thiết bị nhiệt, Công nghệ và thiết bị năng lượng mới, Công nghệ vật liệu cao phân tử và tổ hợp, Công nghệ điện hóa và bảo vệ kim loại, Khoa học máy tính, Kỹ thuật máy công cụ, Kỹ thuật máy nâng, máy vận chuyển liên tục, Kỹ thuật ôtô, máy kéo, Kỹ thuật điện tử, Mạng và hệ thống điện, Nhà máy điện, Quy hoạch và quản lý tài nguyên nước, Thiết bị điện, Trắc địa cao cấp, Trắc địa ảnh và viễn thám, Tự động hóa, Xây dựng công trình biển, Xây dựng công trình dân dụng và công nghiệp, Xây dựng công trình thủy, Xây dựng cầu, hầm, Xây dựng đường ôtô và đường thành phố, Địa chất công trình, Địa Kỹ thuật xây dựng, Cấp thoát nước, Địa hóa học...

### Trường Đại học Khoa học Tự nhiên
- Đào tạo hệ Cử nhân các ngành: Toán tin học, Công nghệ thông tin, Vật lý, Kỹ thuật Hạt nhân, Hóa học, Công nghệ kỹ thuật hóa học, Địa chất, Sinh học, Công nghệ sinh học, Khoa học môi trường, Công nghệ kỹ thuật môi trường, Khoa học và Công nghệ Vật liệu, Hải Dương Học & Khí Tượng -Thủy Văn, Kỹ thuật điện tử truyền thông.
- Đào tạo hệ Thạc sĩ các ngành: Sinh học thực nghiệm, Vi sinh vật học, Sinh thái học, Di truyền học, Vật lý lý thuyết và vật lý toán, Vật lý vô tuyến và điện tử, Vật lý nguyên tử, hạt nhân và năng lượng cao, Quang học, Vật lý địa cầu, Hóa vô cơ, Hóa hữu cơ, Hóa phân tích, Hóa lý thuyết và hóa lý, Địa chất học, Thạch học, khoáng vật học và địa hóa học, Địa chất thủy văn, Địa chất công trình, Hải dương học, Khí tượng thủy văn, Toán giải tích, Đại số và lý thuyết số, Hình học và tôpô, Lý thuyết xác suất và thống kê toán học, Lý thuyết tối ưu, Bảo đảm toán học cho hệ thống máy tính và tính toán, Khoa học máy tính, Khoa học môi trường, Quản lý môi trường, Cơ học ứng dụng, cơ học lý thuyết (liên kết đào tạo với Viện Cơ học ứng dụng Thành phố Hồ Chí Minh).
- Đào tạo hệ Tiến sĩ các ngành: Sinh lý học người và động vật, Sinh lý học thực vật, Hóa sinh học, Vi sinh vật học, Sinh thái học, Di truyền học, Vật lý lý thuyết và vật lý toán, Vật lý vô tuyến và điện tử, Vật lý nguyên tử và hạt nhân, Vật lý năng lượng cao, Vật lý chất rắn, Quang học, Vật lý địa cầu, Cơ học vật thể rắn, Hóa hữu cơ, Hóa phân tích, Hóa lý thuyết và hóa lý, Thạch học, Khoáng vật học, Địa hóa học, Thủy thạch động lực học biển, Hóa học biển, Toán giải tích, Phương trình vi phân và tích phân, Đại số và lý thuyết số, Hình học và tôpô, Lý thuyết xác suất và thống kê toán học, Lý thuyết và tối ưu, Khoa học máy tính, Môi trường đất và nước, Quản lý tổng hợp môi trường đới bờ, Vi điện tử và Thiết kế Vi mạch.

### Trường Đại học Khoa học Xã hội và Nhân văn
- Đào tạo hệ Cử nhân các ngành: Quan hệ quốc tế, Triết học, Văn học, Ngôn ngữ học, Báo chí, Truyền thông đa phương tiện, Đông phương học, Quản trị dịch vụ du lịch và lữ hành, Văn hóa học, Lịch sử, Ngôn ngữ Anh, Ngôn ngữ Nga, Ngôn ngữ Pháp; Ngôn ngữ Trung Quốc; Ngôn ngữ Đức; Ngôn ngữ Italia, Ngôn ngữ Tây Ban Nha, Hàn Quốc học, Địa lý, Xã hội học, Công tác xã hội, Giáo dục học, Tâm lý học, Tâm lý học giáo dục, Đô thị học, Nhật Bản học, Quản lý thông tin, Lưu trữ học, Quản trị văn phòng, Việt Nam học, Nhân học, Nghệ thuật học, Tôn giáo học, Kinh doanh thương mại Hàn Quốc.
- Đào tạo hệ Thạc sĩ các ngành: Châu Á học, Chủ nghĩa xã hội khoa học, Dân tộc học, Du lịch, Đô thị học, Địa lý học, Hán Nôm, Khảo cổ học, Khoa học thông tin thư viện, Lịch sử Đảng Cộng sản Việt Nam, Lịch sử thế giới, Lịch sử Việt Nam, Lưu trữ học, Lý luận và phương pháp giảng dạy tiếng Anh, Lý luận văn học, Ngôn ngữ học, Ngôn ngữ Nga, Ngôn ngữ Pháp, Nhân học, Quan hệ quốc tế, Quản lý giáo dục, Quản lý tài nguyên và môi trường, Triết học, Văn hóa học, Văn học nước ngoài, Văn học Việt Nam, Việt Nam học, Xã hội học.
- Đào tạo hệ Tiến sĩ các ngành: Chủ nghĩa duy vật biện chứng và chủ nghĩa duy vật lịch sử; Dân tộc học, Khảo cổ học, Lịch sử thế giới, Lịch sử Việt Nam, Lý luận văn học, Ngôn ngữ học, Ngôn ngữ học so sánh – đối chiếu, Ngôn ngữ Nga, Quản lý tài nguyên và môi trường, Triết học, Văn hóa học, Văn học Việt Nam, Xã hội học, Truyền thông Đa phương tiện.
- Trường Giáo dục: Tiền thân là Khoa Giáo dục được tái thành lập theo quyết định số 217-QĐ/ĐHQG/TCCB 20/08/1999. Trường Giáo dục hoàn thiện xây dựng đề án để trình lên hội đồng ĐH Quốc gia TP.HCM thông qua lần cuối vào 7/2019. Quyết định thành lập trường 11/2019 sau khi luật Giáo dục ĐH sửa đổi có hiệu lực. Đào tạo về Khoa học giáo dục và Đào tạo giáo viên, Khoa học quản lý, Ngoại ngữ, Giáo dục thể chất.

### Trường Đại học Quốc tế
Đào tạo hệ Cử nhân:
- Chương trình liên kết: Bằng cấp có thể do trường Đại học Quốc tế hoặc các trường đối tác cấp. Các ngành liên kết đào tạo: Công nghệ Thông tin, Công nghệ Sinh học, Điện tử - Viễn thông, Quản trị Kinh doanh, Kỹ thuật Hệ thống Công nghiệp. Hợp tác với các trường:
  - Hoa Kỳ: Đại học SUNY Binghamton, Đại học Rutgers, Đại học Houston
  - Anh: Đại học Nottingham, Đại học West of England
  - Úc: Đại học New South Wales
  - New Zealand: Đại học Công nghệ Auckland, Đại học Auckland
  - Thái Lan: Viện Công nghệ châu Á
- Chương trình do Đại học Quốc tế cấp bằng:
  - Cử nhân: Quản trị Kinh doanh, Tài chính - Ngân hàng, Hóa sinh
  - Kỹ sư: Công nghệ Thông tin, Khoa học Máy tính, Công nghệ Sinh học, Điện tử Viễn thông, Kỹ thuật Hệ thống Công nghiệp, Kỹ thuật Y sinh, Quản lý Nguồn lợi Thủy sản, Công nghệ Thực phẩm, Kỹ thuật Xây dựng, Logistics và quản lí chuỗi cung ứng.

Đào tạo hệ Cao học:
- Thạc sĩ: Công nghệ Sinh học, Kỹ thuật Điện tử, Quản lý Công nghệ Thông tin, Quản trị Kinh doanh
- Tiến sĩ: Quản lý Công nghệ Thông tin, Quản trị Kinh doanh, Công nghệ Sinh học

### Trường Đại học Công nghệ Thông tin[28]
- Đào tạo hệ Cử nhân quốc tế liên kết với Trường đại học Birmingham City, Anh quốc cấp bằng tại Việt Nam. Ngành đào tạo: Khoa học máy tính, Mạng máy tính và An toàn thông tin.
- Đào tạo hệ Cử nhân các ngành: Khoa học máy tính, An toàn Thông tin, Công nghệ Thông tin, Hệ thống Thông tin, Kỹ thuật Phần mềm , Kỹ thuật Máy tính, Mạng máy tính & Truyền thông Dữ liệu, Thương mại Điện tử, Khoa học Dữ liệu, Thiết kế Vi mạch, Truyền thông Đa phương tiện.
- Đào tạo hệ Cử nhân từ xa các ngành: Công nghệ thông tin, Trí tuệ nhân tạo.
- Đào tạo Cử nhân tài năng các ngành: Khoa học máy tính, An toàn thông tin
- Đào tạo hệ Cử nhân tiên tiến ngành: Hệ thống thông tin
- Đào tạo hệ Cử nhân liên kết quốc tế với Đại học Newcastle, Liên bang Úc ngành: Kỹ thuật Máy tính
- Đào tạo hệ Thạc sĩ các ngành: Khoa học máy tính, Kỹ thuật Máy tính, Hệ thống Thông tin, An toàn Thông tin, Công nghệ Thông tin
- Đào tạo hệ Tiến sĩ ngành: Khoa học máy tính, Công nghệ Thông tin

### Trường Đại học Kinh tế – Luật
- Đào tạo hệ Cử nhân các ngành: Kinh tế, Kinh tế Quốc tế, Kinh doanh Quốc tế, Tài chính - Ngân hàng, Kế toán, Kiểm toán, Thương mại Điện tử, Hệ thống Thông tin Quản lý, Quản trị Kinh doanh, Marketing, Công nghệ Tài chính, Luật, Luật Kinh tế, Toán Kinh tế.
- Đào tạo hệ Cử nhân bằng tiếng Anh: Kinh doanh quốc tế, Kinh tế quốc tế, Tài chính - Ngân hàng, Kế toán, Thương mại điện tử, Quản trị kinh doanh, Marketing, Luật.
- Đào tạo hệ Cử nhân quốc tế liên kết với Trường đại học Birmingham City (UK), Trường Đại học Gloucestershire (UK), Trường Đại học Công giáo Lyon (Pháp) các ngành: Kinh doanh quốc tế, Tài chính quốc tế, Quản trị Kinh doanh, Kinh doanh toàn cầu, Marketing Kỹ thuật số.
- Đào tạo hệ Cử nhân từ xa các ngành: Kế toán, Thương mại điện tử (dự kiến từ 2025)[29]
- Đào tạo hệ Thạc sĩ các ngành: Kinh tế học, Kinh tế & Quản lý công, Kinh tế chính trị, Kinh tế quốc tế, Kế toán, Tài chính – Ngân hàng, Quản trị kinh doanh, Luật kinh tế, Luật dân sự & tố tụng dân sự.
- Đào tạo hệ Tiến sĩ các ngành: Kinh tế học, Kinh tế chính trị, Tài chính – Ngân hàng, Luật Kinh tế, Kinh tế quốc tế, Quản trị kinh doanh.

### Trường Đại học An Giang
Ngày 8 tháng 12 năm 2016, Thủ tướng có văn bản đồng ý chủ trương chuyển Trường Đại học An Giang từ trường đại học chịu sự quản lý trực tiếp của UBND tỉnh An Giang thành trường Đại học thành viên của ĐHQG TP. HCM. Dự kiến đến năm 2022 đạt yêu cầu về chất lượng và có thể hòa nhập vào tất cả hoạt động chung của hệ thống ĐHQG.
Ngày 13 tháng 8 năm 2019, Thủ tướng Chính phủ ban hành Quyết định số 1007/QĐ-TTg về việc chuyển Trường ĐH An Giang là trường đại học thành viên của ĐH Quốc gia TP.HCM.

### Trường Đại học Khoa học Sức khỏe
Trường Đại học Khoa học Sức khỏe gắn với trách nhiệm đào tạo nhân lực cho ngành Y.
- Khoa Y là đơn vị trực thuộc Đại học Quốc gia TP. HCM, được thành lập ngày 23 tháng 6 năm 2009, với định hướng là một đơn vị đào tạo tiên tiến, chất lượng cao dựa trên mô hình Trường – Bệnh viện, kết hợp chặt chẽ giữa đào tạo với nghiên cứu khoa học và cung cấp dịch vụ chăm sóc sức khỏe. Khoa Y đã chính thức tuyển sinh khóa đầu tiên trong kỳ tuyển sinh đại học – cao đẳng năm 2010.
- Khoa Y được định hướng phát triển theo cơ chế tự chủ cao về chuyên môn, là một Khoa Y mở, gắn bó mật thiết với hệ thống các trường đào tạo y dược trong cả nước, quan hệ chặt chẽ với các bệnh viện trong khu vực, phát huy những thế mạnh sẵn có của Đại học Quốc gia TP. HCM đa ngành, đa lĩnh vực để đào tạo ra những bác sĩ vừa hội đủ những yêu cầu chung theo quy định của Bộ Y tế, vừa mang những đặc thù riêng của Đại học Quốc gia TP. HCM.
- Ngày 3 tháng 6 năm 2024, Phó Thủ tướng Trần Hồng Hà ký Quyết định số 472/QĐ-TTg thành lập Trường Đại học Khoa học Sức khoẻ trên cơ sở Khoa Y trực thuộc Đại học Quốc gia Thành phố Hồ Chí Minh.[32]

### Viện Môi trường - Tài nguyên
Viện Môi trường - Tài Nguyên gắn với trách nhiệm nghiên cứu biến đổi khí hậu, môi trường, đặc biệt phục vụ cho khu vực Đồng bằng Sông Cửu Long. Phấn đấu xây dựng, nâng cấp thành Trường Đại học Công nghệ Môi trường trên cơ sở Viện Môi trường và Tài nguyên.
Viện Môi trường – Tài nguyên: nghiên cứu giải quyết các vấn đề về bảo vệ môi trường và tài nguyên thiên nhiên. Ngoài ra, viện còn đào tạo sau đại học các ngành:
- Đào tạo Thạc sĩ: Công nghệ môi trường, Quản lý môi trường, Sử dụng và bảo vệ tài nguyên môi trường.
- Đào tạo Tiến sĩ: Công nghệ môi trường nước và nước thải, Cấp nước và thoát nước, Sử dụng và bảo vệ tài nguyên môi trường, Độc học môi trường, Công nghệ môi trường chất thải rắn, Công nghệ môi trường không khí

### Các Viện và Trung tâm

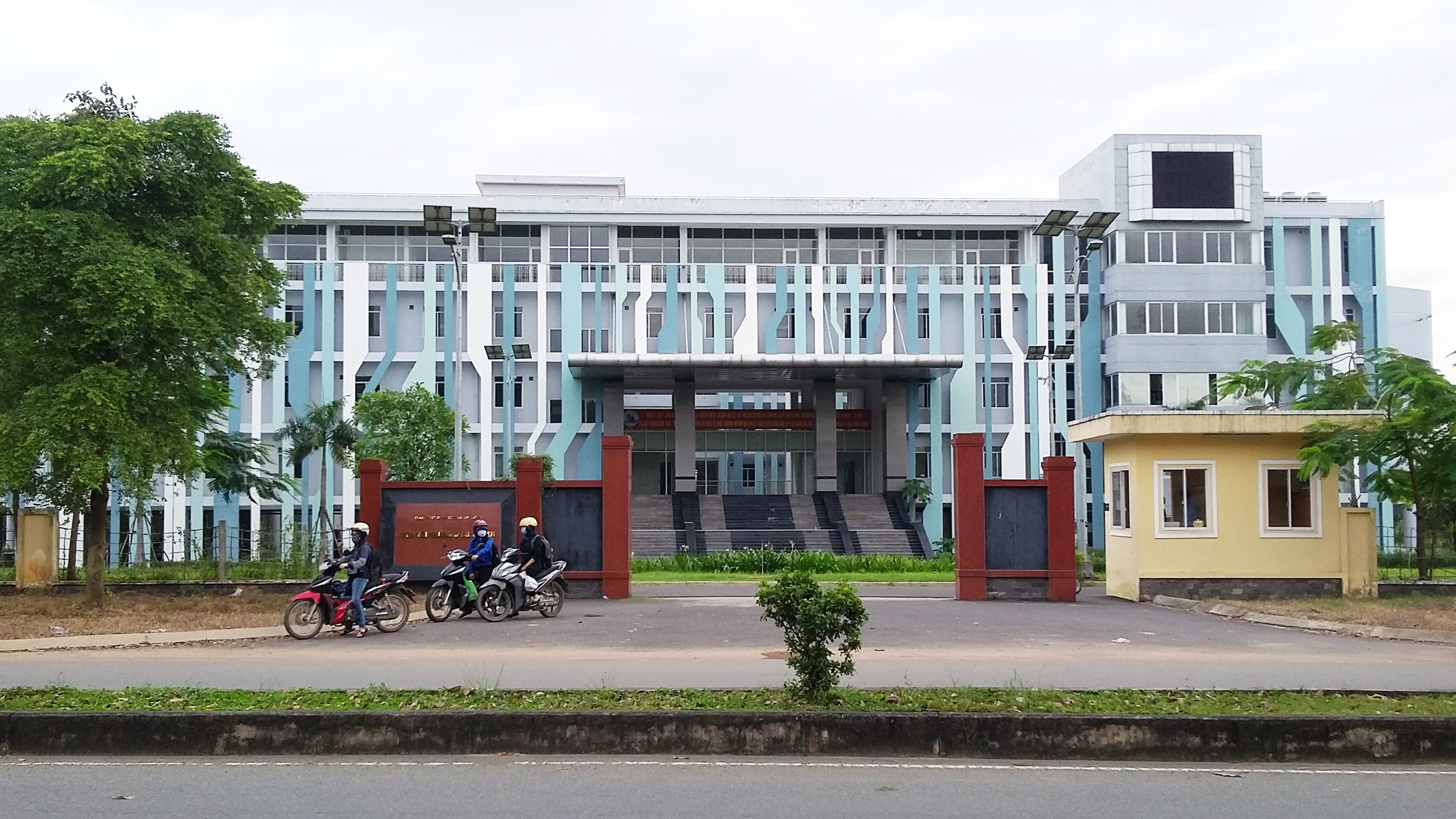
Viện Môi trường – Tài nguyên, Đại học Quốc gia thành phố Hồ Chí Minh

- Viện Xuất sắc John Von Neumann (JVN): nghiên cứu, đào tạo chuyên sâu về khoa học dữ liệu, tài chính định lượng, sáng tạo cách tân. Viện tập trung nghiên cứu vào các lĩnh vực nghiên cứu đem lại hiệu quả cao.
- Viện Đào tạo quốc tế (IEI)
- Viện Quản trị đại học
- Viện Công nghệ nano
- Trung tâm Đại học Pháp (PUF-HCM)
- Trung tâm Nghiên cứu và đào tạo thiết kế vi mạch (ICDREC)
- Trung tâm Nghiên cứu vật liệu cấu trúc nano và phân tử (INOMAR)
- Trung tâm Giáo dục quốc phòng và an ninh
- Trung tâm Đào tạo tiền tiến sĩ
- Trung tâm Khảo thí và đánh giá chất lượng đào tạo
- Trung tâm Quản lý nước và biến đổi Khí hậu (WACC)
- Trung tâm Sở hữu trí tuệ và chuyển giao công nghệ
- Trung tâm Quản lý ký túc xá và khu đô thị đại học (sát nhập Trung tâm Quản lý và phát triển khu đô thị)
- Trung tâm Dịch vụ và xúc tiến đầu tư
- Trung tâm Kiểm định chất lượng giáo dục
- Trung tâm An ninh mạng[33]

## Các đơn vị trực thuộc

### Phân hiệu Đại học Quốc gia Thành phố Hồ Chí Minh tại Bến Tre
- Phân hiệu Đại học Quốc gia Thành phố Hồ Chí Minh tại Bến Tre, trụ sở đặt tại số 99A, Quốc lộ 60, khu phố 1, phường Phú Tân, thành phố Bến Tre. Thành lập ngày 15 tháng 6 năm 2016, Chủ tịch Hội đồng là PGS.TS Huỳnh Thành Đạt – Giám đốc ĐHQG TPHCM, Giám đốc phân hiệu là TS Hồ Thu Hiền.
- Nhiệm vụ trọng tâm là đào tạo nguồn nhân lực có trình độ đại học, sau đại học, nghiên cứu khoa học nhằm đáp ứng yêu cầu phát triển kinh tế – xã hội trong khu vực.

### Trường Phổ thông Năng khiếu

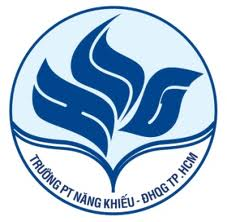
Trường Phổ thông Năng khiếu, Đại học Quốc gia Thành phố Hồ Chí Minh

- Đào tạo học sinh năng khiếu các ngành Toán, Tin học, Vật lý, Hóa học, Sinh học, Văn học, Tiếng Anh.
- Phần lớn giáo viên và cán bộ quản lý (Hiệu trưởng, Hiệu phó...) của Trường Phổ thông Năng khiếu đều là Giảng viên của Trường Đại học Khoa học Tự nhiên và Trường Đại học Khoa học xã hội và Nhân văn.
- Hàng năm, Trường Phổ thông Năng khiếu đều đào tạo ra những học sinh xuất sắc đi thi Quốc gia và Quốc tế đạt thứ hạng cao cũng như đỗ thủ khoa các kì thi tuyển sinh Đại học.

### Trung tâm Lý luận Chính trị
- Trung tâm Lý luận Chính trị là đơn vị trực thuộc chuyên trách nhiệm vụ nghiên cứu, đào tạo và xuất bản các ấn phẩm thuộc lĩnh vực Khoa học Chính trị, Kinh tế Chính trị, Hành chính công, Quản lý nhà nước,...
- Năm 2019, Trung tâm được ĐHQG TP.HCM nâng cấp thành Khoa Chính trị - Hành chính với nhiệm vụ đào tạo nguồn nhân lực trong lĩnh vực Quản lý Công.
- Năm 2023, Khoa Chính trị - Hành chính được ĐHQG TP.HCM sáp nhập vào Bộ môn Quản lý Công, Khoa Quản trị Kinh doanh thuộc Trường Đại học Kinh tế - Luật. Trung tâm Lý luận Chính trị được tái thành lập, tiếp tục thực hiện nhiệm vụ nghiên cứu và xuất bản các ấn phẩm về lý luận chính trị như trước đây[34]

## Các đơn vị trực thuộc khác
- Ban Quản lý dự án quốc tế
- Thư viện Trung tâm
- Nhà xuất bản
- Khu Công nghệ phần mềm
- Quỹ Khoa học và công nghệ
- Quỹ Phát triển
- Tạp chí Phát triển khoa học và công nghệ
- Nhà văn hóa sinh viên

## Các Giám đốc Đại học Quốc gia thành phố Hồ Chí Minh
| TT | Giám đốc                 | Nhiệm kỳ    | Chức vụ cao nhất |
| -- | ------------------------ | ----------- | --- |
| 1  | PGS. TS. Trần Chí Đáo    | 1995 – 2001 | Thứ trưởng Bộ Giáo dục và Đào tạo kiêm Giám đốc Đại học Quốc gia TP. HCM                                                                    |
| 2  | PGS. TS. Nguyễn Tấn Phát | 2001 – 2007 | Ủy viên Trung ương Đảng, Thứ trưởng Bộ Giáo dục và Đào tạo kiêm Giám đốc Đại học Quốc gia TP. HCM                                           |
| 3  | PGS. TS. Phan Thanh Bình | 2007 – 2016 | Ủy viên Trung ương Đảng, Ủy viên Ủy ban Thường vụ Quốc hội, Chủ nhiệm Ủy ban Văn hóa, Giáo dục, Thanh niên, Thiếu niên và Nhi đồng Quốc hội |
| 4  | PGS. TS. Huỳnh Thành Đạt | 2017 – 2020 | Ủy viên Trung ương Đảng, Bộ trưởng Bộ Khoa học và Công nghệ                                                                                 |
| 5  | PGS. TS. Vũ Hải Quân     | 2021 – nay  | Ủy viên Trung ương Đảng |